# Три голлівудські дівчини
Три голлівудські дівчини (англ. Three Hollywood Girls) — американська короткометражна кінокомедія Роско Арбакла 1931 року.

## У ролях
- Леота Лейн
- Філліс Крейн
- Ріта Флінн
- Едвард Дж. Наджент
- Форд Вест
- Флоренс Оберлі